# Karol Dobay
Karol Dobay (2. prosince 1928 – 20. prosince 1982) byl slovenský fotbalový útočník a reprezentant Československa. Za československou reprezentaci odehrál v letech 1951–1953 tři zápasy, dvakrát nastoupil i za reprezentační B mužstvo. V lize odehrál 152 utkání a dal 37 gólů. Hrál za Jednotu Košice (1947–1951, 1958–1959) a Duklu Praha (1952–1958), s níž se stal třikrát mistrem republiky (1953, 1956 a 1957/58). 1x startoval v evropských pohárech.